# Grenzkreuz des Vogtes zu Waldorf

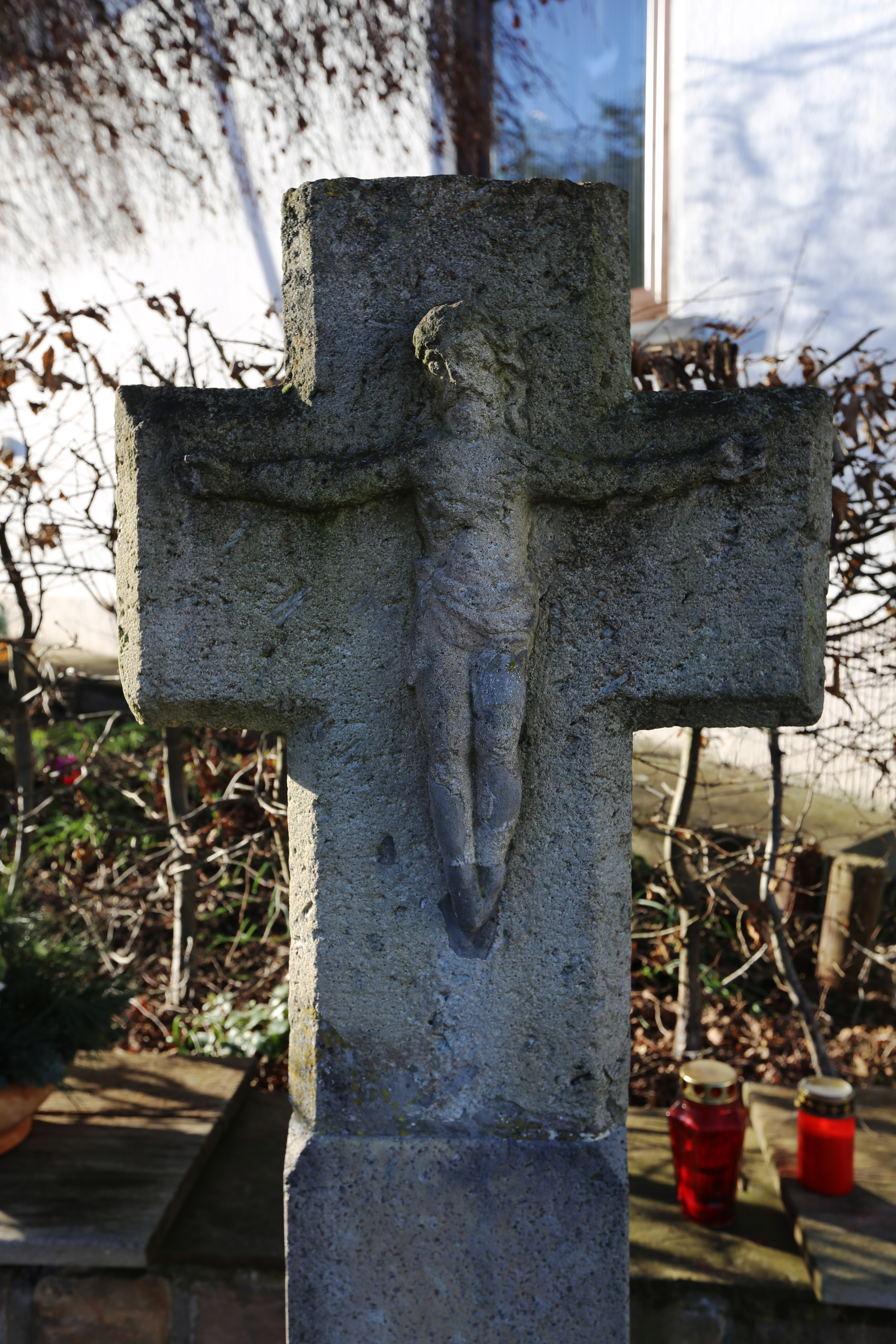
Grenzkreuz des Vogtes Peter Huisch

Das  Grenzkreuz des Vogtes zu Waldorf (auch Scheidkreuz) aus dem 16. – 17. Jahrhundert ließ Peter Huisch (auch Heusch genannt), Vogt zu Waldorf errichten. Es markierte die Grenze der zwei damaligen Herrlichkeiten Hemmerich und Rösberg.

## Geschichte

### Dingstuhl Waldorf
Wie bei benachbarten Verwaltungsbezirken, beispielsweise dem Gebiet des Dingstuhls Alfter, war auch Waldorf Teil des Kurfürstentums Köln. Etwa gegen Ende des 14. Jahrhunderts soll Waldorf  Verwaltungssitz dieser neuen  kommunalen Form geworden sein, die auch die  Schöffengerichtsbarkeit als Dingstuhl beinhaltete. Im Dingstuhl Waldorf vereinten sich neben Waldorf der bisher dominierende Ort  Hemmerich, Kardorf  (möglicherweise der Dinghof) und  Üllekoven.
Die zeitliche Einordnung zur Stiftung des Kreuzes sowie der Person des Vogtes, einem Hofbesitzer aus Kardorf und damaligen Inhaber des Amtes für den Waldorfer Dingstuhl, konnte dem Bornheimer Lagerbuch von 1580 bis 1640 und den Waldorfer Dingstuhlsprotokollen entnommen werden.

### Bearbeitung und Material
Der Steinmetz ließ bei der Fertigung der Inschrift wiederholt Buchstaben der Worte eng zusammen und an einigen Stellen Konsonanten ausfallen, sodass die erforderlichen Zwischenräume des Satzgefüges erst gesucht werden mussten. Hinzu kam, dass das Steinmaterial – am Drachenfels gewonnener Trachyt – von vielen irreführenden Einschlüssen aus Syenit durchzogen ist, wodurch die Lesbarkeit der Schrift erschwert wurde.
Als Material des mittelalterlichen Steinkreuzes war, wie schon von Steinmetzen zu römischer Zeit, Quarztrachyt verwendet worden. Die Kanten der Kreuzbalken wurden bearbeitet (entschärft) und die Vorderseite erhielt einen aus Haustein herausgearbeiteten rustikalen Christuskorpus. Auf der Rückseite befindet sich eine Inschrift – von Fachleuten als bedeutsam erachtet – die über lange Zeit viele Heimatfreunde vergebens zu enträtseln suchten. Die Gründe waren in der Arbeitsweise des Steinmetzes zu suchen, aber auch in der Beschaffenheit des verwendeten Materials.

### Beschriftung, und Übersetzung
Der Steinmetz versah die Rückseite des Kreuzes mit dem Wortlaut:

„PIER HVISCH VOGH ZV WALDORF. SCHEIDSTIN /DER ZWEIER HERRLICHKEIT
I HEMMERICH I VND ROSBE I RGH“

„Peter Huisch, Vogt zu Waldorf, Scheidstein der zwei
Herrlichkeiten Hemmerich und Rösberg“

Das Grenzkreuz gehört zu den geschützten Kulturgütern der Stadt Bornheim. Es ist eines der zahlreichen und kulturhistorisch relevanten Bauwerke und erhielt die Denkmalnummer 95.